# Biophytum congestiflorum
Biophytum congestiflorum är en harsyreväxtart som beskrevs av E. Govindarajalu. Biophytum congestiflorum ingår i släktet Biophytum och familjen harsyreväxter. Inga underarter finns listade i Catalogue of Life.